# Du hast

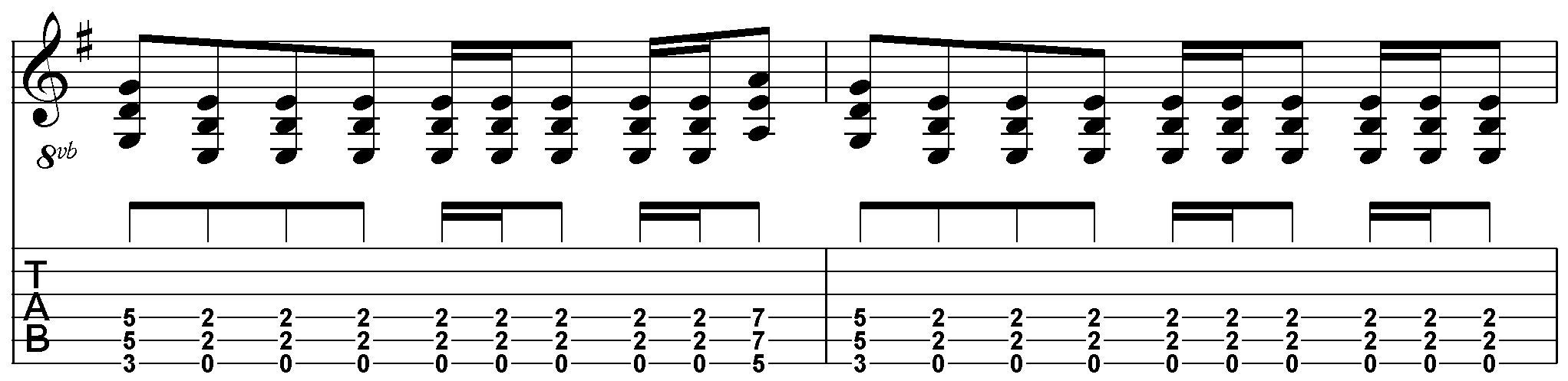
Riff van Du hast

Du hast is een nummer van de Duitse 'tanzmetal'band Rammstein, afkomstig van het album Sehnsucht uit 1997. Op 19 juli dat jaar werd het nummer op single uitgebracht.

## Geschiedenis
Het nummer werd uitgebracht als de tweede single van hun tweede studioalbum Sehnsucht. Het is waarschijnlijk een van hun bekendste nummers. Het is te horen in meerdere soundtracks, zoals in de film The Matrix, en werd opgenomen in Guitar Hero 5.
Het nummer gaat over huwelijksgeloften. Het refrein luidt "Willst du, bis der Tod euch scheidet, treu ihr sein für alle Tage?", hetheen zoveel betekent als: "Wil je haar altijd trouw blijven, tot de dood jullie scheidt?" In plaats van het verwachte "ja" wordt er geantwoord met "nein".
Er zijn twee versies van Du hast verschenen. Het origineel is volledig in het Duits, maar er is ook een Engelse versie. Dat is geen nauwkeurige vertaling maar een tekstbewerking. In de Engelse versie is "Du hast" (jij hebt) vervangen door "Du hasst" (jij haat).
De single behaalde destijds uitsluitend de hitlijsten in het Duitse taalgebied. In Nederland werd de plaat destijds wel regelmatig gedraaid op o.a. Radio 538 en Radio 3FM maar bereikte desondanks de Nederlandse Top 40 en de Mega Top 100 niet. 
Sinds de editie van 2014 staat de plaat genoteerd in de jaarlijkse NPO Radio 2 Top 2000 van de Nederlandse publieke radiozender NPO Radio 2, met als hoogste notering een 98e positie in 2022.

### Live
Het eerste optreden waarbij Du hast werd opgevoerd, was op 9 april 1997 in Amsterdam. Het nummer heeft een goede live-reputatie, en door de jaren heen zijn er verschillende spectaculaire stunts uitgevoerd tijdens het nummer. Het is ook een van de favoriete nummers onder de fans. Op elk concert waarop het nummer wordt gespeeld, wordt het dan ook luidkeels meegezongen.

## Tracklist
1. Du hast (singleversie) 3:54
2. Bück dich (albumversie) 3:21
3. Du hast (remix van Jacob Hellner) 6:44
4. Du hast (remix van Clawfinger) 5:23

(Op de Engelse versie stond geen Bück Dich.)

## NPO Radio 2 Top 2000
| Nummer met noteringen in de NPO Radio 2 Top 2000 | '14  | '15  | '16 | '17 | '18 | '19 | '20 | '21 | '22 | '23 | '24 |
| ------------------------------------------------ | ---- | ---- | --- | --- | --- | --- | --- | --- | --- | --- | --- |
| Du hast                                          | 1935 | 1006 | 160 | 162 | 165 | 132 | 143 | 140 | 98  | 114 | 119 |

1. ↑  Een vetgedrukt getal geeft de hoogste notering aan.
2. ↑  2014 was het eerste jaar met een notering voor dit nummer.